# Френклин (Пенсилванија)
Френклин (енгл. Franklin) град је у америчкој савезној држави Пенсилванија. По попису становништва из 2010. у њему је живело 6.545 становника.

## Демографија
Према попису становништва из 2010. у граду је живело 6.545 становника, што је 667 (9,2%) становника мање него 2000. године.
| Група             | 2000.         | 2010.         |
| Белци             | 6.808 (94,4%) | 6.060 (92,6%) |
| Афроамериканци    | 225 (3,1%)    | 178 (2,7%)    |
| Азијати           | 24 (0,3%)     | 47 (0,7%)     |
| Хиспаноамериканци | 48 (0,7%)     | 83 (1,3%)     |
| Укупно            | 7.212         | 6.545         |